# 607 هـ
607 هـ هي سنة في التقويم الهجري امتدت مقابلةً في التقويم الميلادي بين سنتي 1210 و1211.

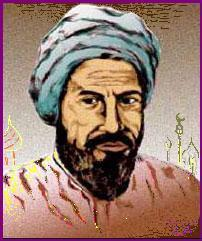
ابن النفيس

## مواليد
- ابن النفيس
- ابن اللبودي

## وفيات
- ابن طبرزد
- بنت معمر
- مجد الدين البغدادي